# Sercus
Sercus (niederländisch Zerkel, Aussprache [sɛʁky]) ist eine französische Gemeinde mit 489 Einwohnern (Stand: 1. Januar 2022) im Département Nord in der Region Hauts-de-France. Sie gehört zum Arrondissement Dunkerque und ist Mitglied im Gemeindeverband Cœur de Flandre Agglo. Die Bewohner werden Sercussois und Sercussoises genannt.

## Geografie

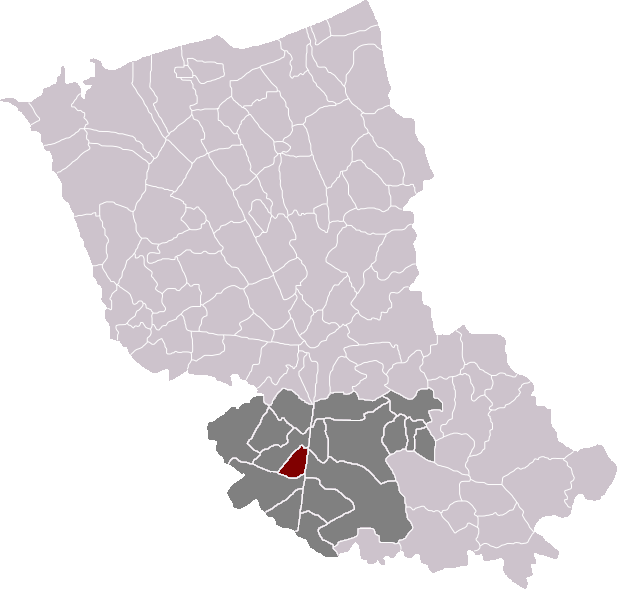
Lage von Sercus im Arrondissement Dunkerque

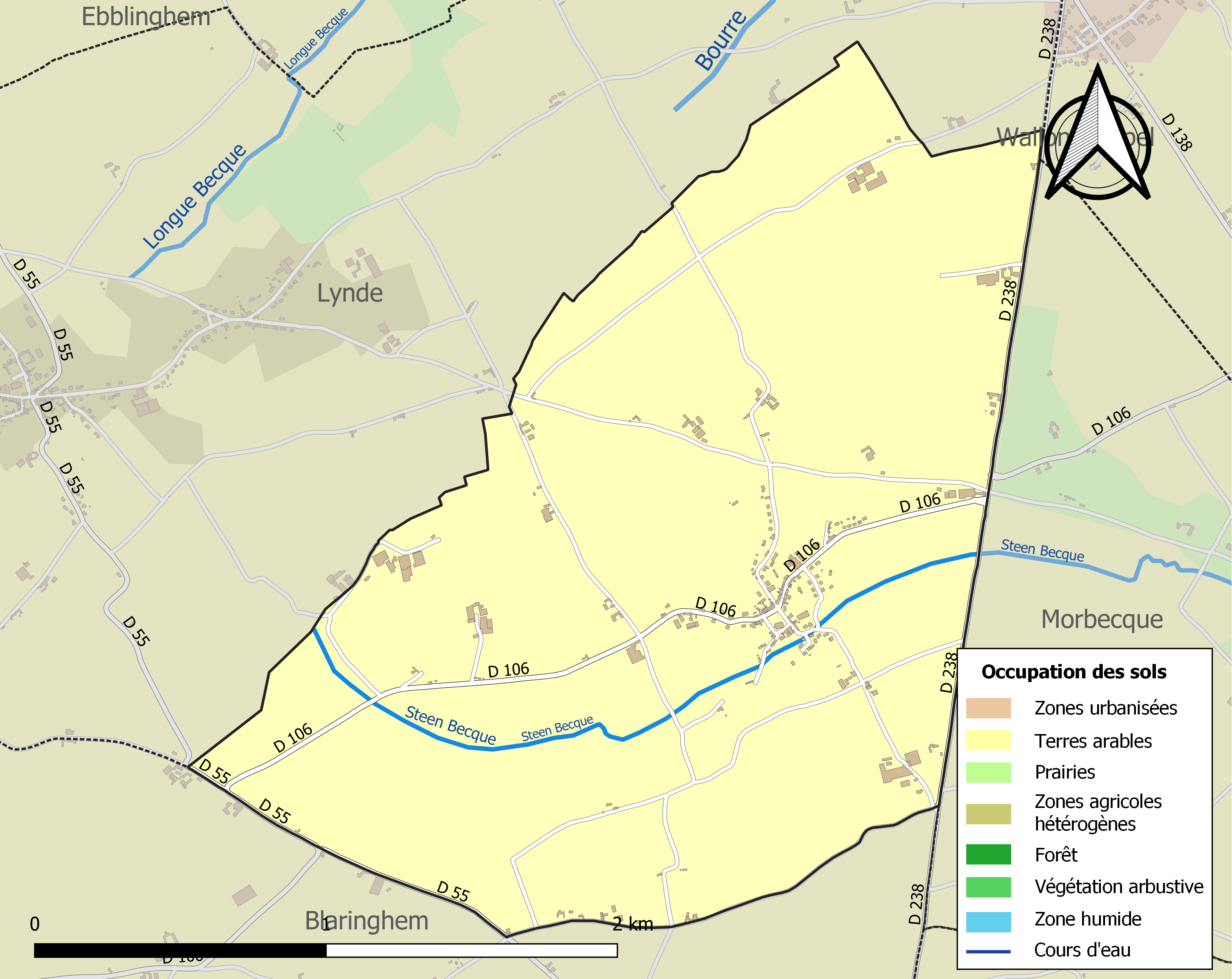
Bodennutzung, Hydrografie und Infrastruktur der Gemeinde (2018)

Sercus liegt in Französisch-Flandern, etwa 37 Kilometer südsüdöstlich von Dünkirchen und etwa 44 Kilometer westnordwestlich von Lille in der Région naturelle Houtland. Die Gemeinde wird von der Steen Becque, auch Zerclebecque genannt, von der Becque du Bruimier und von verschiedenen kleineren Bächen entwässert. Das Zentrum liegt auf einer Höhe von etwa 45 m. Das Relief des Geländes ist relativ eben, es steigt im Nordosten und in der Breite im Süden auf Höhen über 60 m an.
Nahezu die gesamte der Fläche der Gemeinde wird landwirtschaftlich genutzt (Stand: 2018).
Sercus grenzt im Westen und Norden an Lynde, im Nordosten an Wallon-Cappel, im Osten an Morbecque und im Süden an Blaringhem.

## Etymologie
Die Etymologie des Namens „Sercus“ könnte von zwei flämischen Wörtern stammen: Zerk, was „Grab“ bedeutet, und huis, „Haus“. „Zerkel“ würde somit „Grabstein“ bedeuten. Eine frühe Namensform war in der Folge „Sarcus“ (1211, 1212 und 1240).

## Bevölkerungsentwicklung

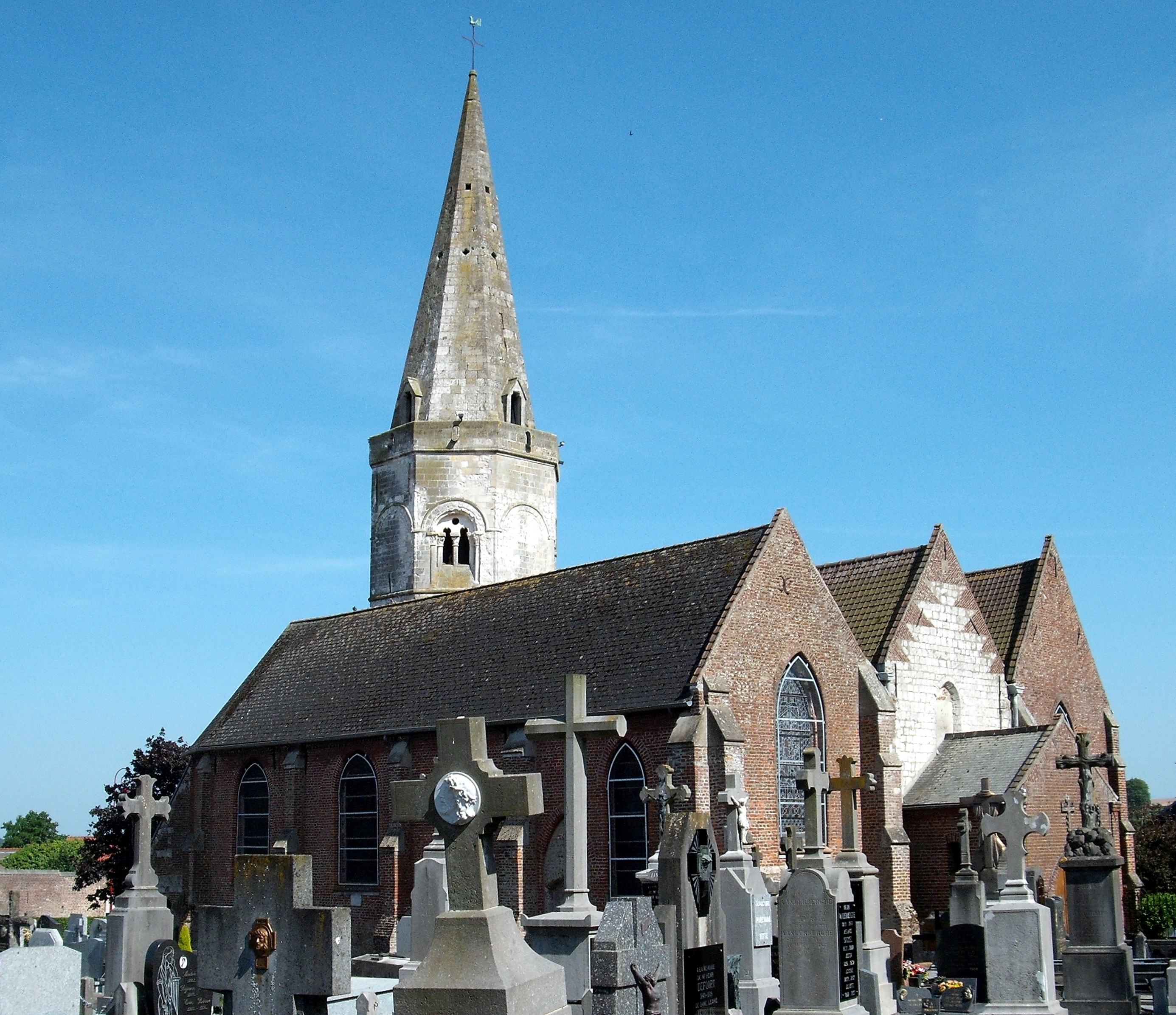
Kirche Saint-Erasme

| Jahr                       | 1962 | 1968 | 1975 | 1982 | 1990 | 1999 | 2006 | 2013 | 2020 |
| Einwohner                  | 294  | 302  | 248  | 285  | 346  | 343  | 388  | 431  | 484  |
| Quellen: Cassini und INSEE |      |      |      |      |      |      |      |      |      |

## Sehenswürdigkeiten
Die Kirche Saint-Erasme besitzt Ursprünge aus dem 12. Jahrhundert mit ihrem Chor und Glockenturm als älteste Elemente im romanischen Stil. Sie wurde im 16. Jahrhundert als Hallenkirche umgestaltet, am Ende des 19. Jahrhunderts wurden eine Vorhalle und eine Sakristei angebaut. Die Kirche ist seit 2015 als Monument historique klassifiziert. Sie birgt zahlreiche Ausstattungsgegenstände, die in der Base Palissy gelistet sind, darunter eine große Anzahl, die als Monument historique der beweglichen Objekte klassifiziert sind.

## Verkehr
Sercus liegt abseits von größeren Verkehrsachsen. Die nachgeordneten Departementsstraßen D 55, D 106, D 238 (Trasse einer ehemaligen Römerstraße) sowie lokale Landstraßen verbinden das Zentrum mit den Weilern der Gemeinde und den Nachbargemeinden. Busse einer Linie der Transportgesellschaft Arc-en-Ciel des Départements Nord fahren nach Renescure im Nordwesten und nach Hazebrouck im Osten.